# Robert Devereux, 2. jarl af Essex
Robert Devereux, 2. jarl af Essex (født 10. november 1567, død 25. februar 1601) var en engelsk statsmand, søn af Walter Devereux, 1. jarl af Essex og Lettice Knollys, far til Robert Devereux, 3. jarl af Essex.
Allerede 1577 indførtes han ved hoffet, hvor den stolte lille dreng straks vakte en vis opsigt. Fra 1587 var han den da 54-årige dronning Elisabeths erklærede yndling. Årle og silde var han hos hende, ofte endog til "fuglene sang om morgenen". Efter sigende blev han pousseret frem af Leicester mod Raleigh, hvem han behandlede med drengeagtig kådhed og uforskammethed og ganske fortrængte af dronningens gunst. Men i længden kunne han ikke finde sig i sin stilling ved hoffet.
Hans hu stod til krigen, og 1589 forlod han hemmelig England for at tage del i Drakes ekspedition til Portugal, hvor han ligesom tidligere viste stort mod og uforfærdethed, indtil et hvast brev fra dronningen kaldte ham tilbage. Kort efter fik han Leicesters meget indbringende monopol på søde vine, men krænkede snart dronningen grovelig ved at ægte statsmanden Sir Francis Walsinghams datter Franciska, thi Elisabeth så højst ugerne, at hendes yndlinge giftede sig.
Alt blev dog godt på ny, og 1591 udnævntes han til anfører for Henrik af Navarras engelske hjælpetropper. Essex var ikke tilfreds med den rent personlige indflydelse, han havde på dronningen; han tragtede efter at vinde virkelig politisk magt, og under sin stræben herefter stødte han snart sammen med Cecil'ernes mægtige parti. Hele hoffet delte sig i to lejre: for eller mod Essex, blandt hvis vigtigste tilhængere var Francis Bacon, den berømte filosof, der også stod ham bi i hans forfattervirksomhed.
Efter dennes råd kastede han sig særlig over udenrigspolitikken, og takket være Bacons dygtige broder Anthony, der trådte i hans tjeneste, opnåede han et ikke ringe kendskab til Europas politiske forhold og stod højt i Elisabeths gunst. Han var en erklæret modstander af Spanien, og da der, hovedsagelig på hans tilskyndelse, 1596 udsendtes en flåde til Cadiz, udnævntes han til overanfører. Ekspeditionen havde et glimrende udfald. Byen blev erobret og brændt, og ved sin tilbagekomst modtoges han med umådelig begejstring.
Han var for tiden Englands populæreste mand, men ved hoffet var hans stjerne i nedgang; thi Essex, der var en stolt og uafhængig natur, kunne ikke finde sig i at underordne sin villie og sine følelser under dronningens. 1597 udnævntes han til fører for en ny ekspedition mod Spanien, men foretagendet mislykkedes ganske, og han modtogs meget køligt.
Elisabeth tog ham dog atter til nåde, men 1598 anklagedes han for samtidig at have stået i kærlighedsforhold til 4 adelsdamer, og kort efter kom det til et meget heftigt sammenstød i rådet, der endte med, at dronningen gav Essex et ørefigen. Efter dette optrin blev forholdet aldrig som forhen, selv om han vel opnåede tilgivelse og som et synligt tegn herpå udnævntes til kansler for Universitetet i Cambridge.
Tilstandene på Irland var på denne tid meget faretruende, thi O'Neill, jarlen af Tyrone, havde 1594 rejst et oprør i Ulster, for hvilket flere engelske hære var bukkede under. Det var nødvendigt at undertvinge opstanden, og 1599 udnævntes Essex, der som forkæmper for den nationale antispanske politik af folkemængden blev udpeget som den rette mand, til anfører for en hær på 17000 mand.
På grund af sygdom, desertion og slet ledelse af felttoget smeltede hans hær dog stærkt sammen. Efteråret 1599 indlod han sig derfor mod sin instruks, der fordrede absolut underkastelse, i underhandlinger med O'Neill, som førte til en våbenstilstand. Elisabeth blev selvfølgelig opbragt og annullerede aftalerne, og Essex, der troede alt tabt, men håbede, at dronningen ikke ville kunne modstå det personlige indtryk af ham, forlod mod hendes udtrykkelige ordre sin post og ilede til England.
Varm og ophidset af rejsen styrtede han kl. 10 om morgenen ind i hendes sovekammer og blev venlig modtaget, men senere på dagen skiftede dronningen sind; Essex blev fængslet og juni 1600 stillet for en domstol som anklaget for desertion og for at have overtrådt sin instruks. Dommen lød paa, at han skulle miste sine embeder og være fange i sit hus på dronningens forgodtbefindende.
Alt i august samme år blev han dog frigivet, men han ville vinde sin fordums indflydelsesrige stilling tilbage, og da hans mest ydmyge bønner blev ubesvarede, besluttede han at bruge magt i den tro, at han ville finde understøttelse hos den eventuelle tronarving, Jakob VI af Skotland. Hans plan gik ud på at overrumple hoffet, tvinge Elisabeth til at afskedige sine rådgivere og fordre parlamentet sammenkaldt.
Hans forsæt rygtedes imidlertid, og da han 7. februar 1601, samme dag, som folket skulle sættes i stemning, ved at man på Globe-Teatret opførte Richard II, indstævnedes for gehejmerådet, tabte han ganske besindelsen. Ledsaget af 200 væbnede mænd red han den følgende morgen ind i City og opfordrede borgerne til at slutte sig til ham, men mængden forholdt sig ganske passiv, og han blev hurtig grebet og ført til Tower.
Han stilledes for en domstol, og Bacon, der alt under den første proces havde spillet en mere end tvivlsom rolle, optrådte nu samtidig som vidne og anklager mod sin faldne beskytter. Resultatet kunne ikke være tvivlsomt. Essex dømtes til døden som højforræder og henrettedes. Elisabeth angrede hurtig hans død, og folket, der betragtede ham som nationens forkæmper mod Spanien, sorgede dybt over sin helts skæbne.
Essex var ingen betydelig statsmand, og om han end personlig var tapper og modig, ejede han dog aldeles ikke nogen feltherrebegavelse. Han var åben og vennesæl, enkel og usammensat af karakter, en Soldaternatur, der holdt mest af at gå lige løs på sagen og derfor fra første færd var bestemt til at bukke under ved et hof som Elisabeths, der i rænker og intriger ikke kendte sin mage.
Som så mange af sine ligestillede samtidige var han både digter og en varm beskytter af den skønne litteratur, og utallige er de bøger, der dediceredes til den gavmilde jarl. Gennem sin fætter, Southampton, kom han i personlig berøring med Shakespeare, og Spenser skrev flere digte til hans ære.